# La Joie de vivre
Pour les articles homonymes, voir Joie de vivre.
La Joie de vivre est un roman d’Émile Zola publié en 1884, le douzième volume de la série Les Rougon-Macquart.
Ce roman oppose le personnage de Pauline, qui aime la vie même si celle-ci ne lui apporte guère de satisfactions, à celui de Lazare, être velléitaire et indécis, rongé par la peur de la mort. Zola l'a rédigé dans une sorte de réaction contre les œuvres précédentes du cycle, avec l'idée d'en faire « un roman intime, à peu de personnages, avec une grande simplicité de style ».

## Conception
- « La Joie de vivre est un drame intime qui se passe entre cinq ou six personnes, dans un petit village du bord de la Manche. C’est une œuvre de psychologie pure et de passion. Aucune description ne ralentit la marche du drame. Il s’agit d’une enfant qui se retrouve, à 9 ans, chez un oncle, son tuteur, avec une petite fortune ; et toute l’histoire est la vie de cette enfant, devenue jeune fille, toujours blessée et toujours victorieuse dans le combat de la vie. Elle est le dévouement, la bonté qui soulage la douleur. On lui prend son argent, on lui prend le cœur du cousin qu’elle doit épouser, et c’est elle qui achève de se dépouiller, c’est elle qui marie son cousin à une autre femme qu’il aime. « La joie de vivre, c’est le sacrifice, c’est de vivre pour les autres. » Lettre à un destinataire inconnu, 26 [septembre] 1883.
- « Je connais la côte normande, de Lion-sur-Mer à Cherbourg, pour avoir passé des étés dans plusieurs stations, notamment à Saint-Aubin, en 76, et à Grand-Camp en 81. Je suis allé en voiture de village en village, et je puis même vous dire que Bonneville n’est autre que Vierville, entre Port-en-Bessin et Grand-Camp, un Vierville arrangé. – Le plus souvent, je crée ainsi le hameau dont j’ai besoin, en gardant les villes voisines telles qu’elles existent. Cela me donne plus de liberté pour mes personnages. […] Coqueville et Grand-Port sont inventés. » Lettre à Jacques van Santen Kolff, 7 juillet 1887.
- « La Joie de vivre n’a pas été commencée après Nana, je veux dire que pas une page n’en était écrite. J’avais simplement réuni des documents, et je songeais à cet épisode de ma série, lorsque la mort de ma mère me le fit reculer. – Non, je n’ai aucun souvenir précis sur la façon dont j’ai trouvé le titre. Je sais seulement que je voulais d’abord un titre direct comme Le Mal de vivre, et que l’ironie de La Joie de vivre me fit préférer ce dernier. – Si j’ai choisi le hameau de pêcheurs comme cadre, avec la vaste mer en face, cela doit être poussé par la logique, qui me fait toujours discuter et arrêter le milieu. […] J’ai longtemps eu l’idée d’écrire un poème en prose sur la Douleur. Ce sont les débris de ce poème qui se trouvent dans La Joie de vivre, notamment dans la symphonie de Lazare. Je crois qu’en élargissant le sujet un grand musicien trouverait là un motif admirable. » Lettre à Jacques van Santen Kolff, 6 mars 1889.

## Plans et scénarios

### Plan de 1881
« Voici le roman que je veux écrire. Des êtres bons et honnêtes, placés dans un drame qui développera l’idée de bonté et de douleur. Puis, tout l’effort portera surtout sur la facture. Pas ma symphonie habituelle. Un simple récit allant au but. Les milieux jouant toujours leur rôle nécessaire, mais moins en avant ; les descriptions réduites aux strictes indications. Et le style carré, correct, fort, sans aucun panache romantique. La langue classique que je rêve. En un mot, de l’honnêteté en tout, pas d’emballage. » Documents préparatoires de La Joie de vivre.

### Ébauches
- « Lisa et Quenu sont emportés par le choléra à quelques jours de distance. Voilà Pauline seule, à l’âge de neuf ans. Elle doit tomber à un tuteur naturel, parent de Quenu, avec sa fortune ; on estime la charcuterie, et c’est le tuteur qui doit la gérer. Pauline tombe donc un soir chez son tuteur, inconnu, remise par le conducteur de la diligence (à arranger). Et tout le roman va être l’action de cette enfant dans la famille Chanteau. Pauline a neuf ans, Lazare vingt. Et leur amour étudié. Mais je tiendrai surtout à étudier dans un être l’émiettement que j’ai souvent étudié dans les choses. Avec Lazare, j’ai la peur du néant, de la mort. […] Une maladie de nos sciences commençantes. L’avortement de L’Éducation sentimentale repris, mais dans les faits plus serrés. Et en face la joie de la vie, toujours droite dans sa volonté, dans sa santé, dans le bonheur de l’habitude, dans l’espoir du lendemain. Sans thèse, il faut que Pauline soit la réponse aux malades de nos sciences commençantes par son abnégation, sa gaieté, etc. » Documents préparatoires de La Joie de vivre[3].
- Peut-être vaudrait-il mieux que j’étudie cela avec le père Chanteau, pour avoir toute une vie et pour ne pas être gêné par l’étude de l’amour, que je garderai pour le fils. Donc avec le père, voir ce que cela me donnerait. Il peut avoir quarante ans au début, revenir sur le passé pour expliquer le commencement de la maladie morale. – Non, il faut que la maladie porte sur Lazare lui-même : j’ai la scène où elle commence au dehors ; j’ai la mort de la mère ; j’ai le mariage et l’accouchement. Mais il faut que cette maladie soit un vrai émiettement, mangeant un être que je représenterai d’abord comme très actif, voulant une œuvre (peut-être ce qui doit sauver le village de la mer), reprenant cette œuvre plusieurs fois, puis l’abandonnant définitivement ; et le village est englouti. Bien établir les plans, la gaieté s’en va d’abord, la force ensuite, la volonté enfin. – Et rien n’apparaît au dehors, tout se passe en dedans. – À la fin une ruine qui marche. Je voudrais parallèlement faire une étude de la mère, la ruine d’une conscience par une première mauvaise pensée. Quand elle a recueilli Pauline, avec son argent, elle peut avoir l’idée de relever toute la famille avec cet argent. Elle est très honnête, adore l’enfant, la soigne. Puis peu à peu je veux la montrer la volant, puis devenant plus coquine pour cacher ses vols et enfin la détestant et mourant en craignant le poison. Mais ce qui me gêne, c’est l’idée générale de ce qu’apporte Pauline. Je la fais tomber dans une maison qui va mal, et je voudrais qu’elle y apporte la joie de vivre. Non, ce ne peut être cela. Il faut la montrer, elle, avec la joie de vivre, par dessus toutes les catastrophes, se relevant chaque fois et relevant les autres (plus ou moins). On lui prend son argent, on lui prend son cœur, et elle ne se plaint pas, elle vit toujours gaie après les crises, elle se relève de toutes les crises. Il faudra rendre cela sensible à la fin par une scène, berçant l’enfant et soignant le vieux. Documents préparatoires de La Joie de vivre[4].

## Résumé
I. Pendant une tempête d’équinoxe, sous un ciel livide où le vent d’ouest emporte les grands nuages noirs, comme des haillons de suie dont les déchirures traînent au loin dans la mer, Pauline Quenu, orpheline de 10 ans, arrive chez son grand-oncle Chanteau. À Bonneville, à peine deux cents habitants survivent, collés à leur rocher avec un entêtement stupide de mollusques. Chanteau souffre de la goutte et a dû vendre son commerce de bois, les affaires du ménage vont de mal en pis, la maison s’en va à la débandade, dans l’aigreur involontaire de la vie commune du foyer. Lazare, au grand désespoir de sa mère, projette d’écrire des opéras. Madame Chanteau tire de son grand sac de cuir noir un paquet volumineux, serré entre les deux feuilles de carton d’un vieux registre de charcuterie, dont on avait arraché les pages : les titres dont a hérité Pauline. Elle les enferme dans le premier tiroir de gauche du secrétaire, en attendant le jour où Pauline sera assez grande fille pour en disposer elle-même.
II. La présence de Pauline apporte une joie dans la maison, il naît une espérance au milieu de la ruine, sans qu’on sache au juste laquelle. Pendant ses crises, Chanteau ne supporte plus personne d’autre qu’elle. Une étroite camaraderie se noue avec Lazare. Ils galopent en courses folles, sautent de roche en roche, jouent au naufrage, sortent de la baignade luisants de sel, séchant leurs bras nus sans cesser leurs jeux hardis de galopins. Lazare n’aime pas regarder les étoiles : elles lui font peur, il ne peut que bégayer : « oh ! mourir, mourir ! » L’arrivée de Louise, fille d’une amie de Madame Chanteau, déclenche chez Pauline un accès fou de sauvagerie, de violence jalouse. Lazare part à Paris étudier la médecine, réussit d’abord, puis échoue. Pauline grandit dans le spectacle de l’immense horizon, et découvre ses premières règles. Tout ce qui vit, tout ce qui souffre l’emplit d’une tendresse active, d’une effusion de soins et de caresses. Elle prête trente mille francs pour que Lazare puisse lancer une grande exploitation d’algues marines, qui doit rapporter des millions grâce à des réactifs nouveaux.
III. Pendant des mois d’intimité complète, Pauline et Lazare mélangent des plantes sèches, brûlent des algues, traitent par le froid la lessive des cendres. L’usine devient un gouffre où ils jettent de l’argent à poignées, persuadés qu’ils le retrouveraient en un lingot d’or au fond. L’on vit sur le tiroir du secrétaire. Ce vieux bahut, qui avait d’abord donné à la maison un air de gaieté et de richesse, est à présent comme une boîte empoisonnée de tous les fléaux, lâchant le malheur par ses fentes. Lazare doit s’avouer vaincu, il faut liquider l’affaire. Chez Pauline, la fraternité est devenue de l’amour. Madame Chanteau hésite : faut-il marier Lazare à Louise, mieux dotée ?
IV. Louise a dix-neuf ans, Pauline dix-sept. Lazare a maintenant l’espoir de protéger le village et de vaincre la mer avec tout un système d’épis et d’estacades. Il faut douze mille francs, que lui prête Pauline. Mais même en donnant sans cesse son argent, elle se sent moins aimée qu’autrefois : c’est autour d’elle comme une rancune dont elle ne peut s’expliquer la cause, et qui grandit de jour en jour. Une angine dégénère en phlegmon, la migraine ne la quitte pas, elle ne sait pas de quelle façon poser la tête, torturée par l’insomnie, des maux d’oreilles atroces lui font perdre connaissance. Le pessimisme même de Lazare a sombré devant ce lit de douleur : au lieu de l’enfoncer dans la haine du monde, sa révolte contre la douleur n’est plus que le désir ardent de la santé, l’amour exaspéré de la vie.
V. Madame Chanteau exècre Pauline de tout l’argent qu’elle lui doit, les grosses sommes englouties, les petites sommes prises chaque jour et agrandissant le trou. Elle fait à Louise la cour pour son fils, par des confidences d’entremetteuse honnête. Pauline guérie, Lazare est retombé dans l’ennui de son existence vide, un ennui qui le laisse les mains ballantes, changeant de siège, se promenant avec des regards désespérés aux quatre murs, s’oubliant devant la fenêtre sans rien voir. L’oisiveté l’aigrit, moins fort, moins courageux à chaque heure, toujours en quête d’un bonheur qui avorte. Pauline le surprend tenant Louise acculée contre une armoire, lui mangeant de baisers le menton et le cou. Dans un de ces accès de révolte furieuse dont la tempête éclate dans la douceur gaie de sa nature, un souffle jaloux si rude qu’elle n’aurait pu s’arrêter sans se briser elle-même, elle chasse Louise.
VI. Une semaine s’est passée, chacun s’est efforcé de reprendre son air de tous les jours. Mais à certains gestes nerveux, même à un silence, tous sentent le déchirement intérieur, la blessure dont ils ne parlent pas, et qui va en s’agrandissant. Madame Chanteau de tous temps s’était dévorée elle-même, mais le sourd travail qui émiettait en elle les bons sentiments est arrivé à la période extrême de destruction. Jamais elle n’avait été ravagée d’une telle fièvre nerveuse. Une idée fixe achevait la destruction de son cerveau, celui de l’être mangé peu à peu par une passion unique. Ses jambes devenues monstrueuses, ces paquets inertes de chair blafarde font s’étrangler Lazare d’angoisse, d’une stupeur sans cesse renaissante, du vague pénible d’un cauchemar où ne surnage que l’attente anxieuse d’un grand malheur. Elle dut se voir mourir, elle rouvrit des yeux intelligents, dilatés par l’horreur, elle devint noire, elle était morte.

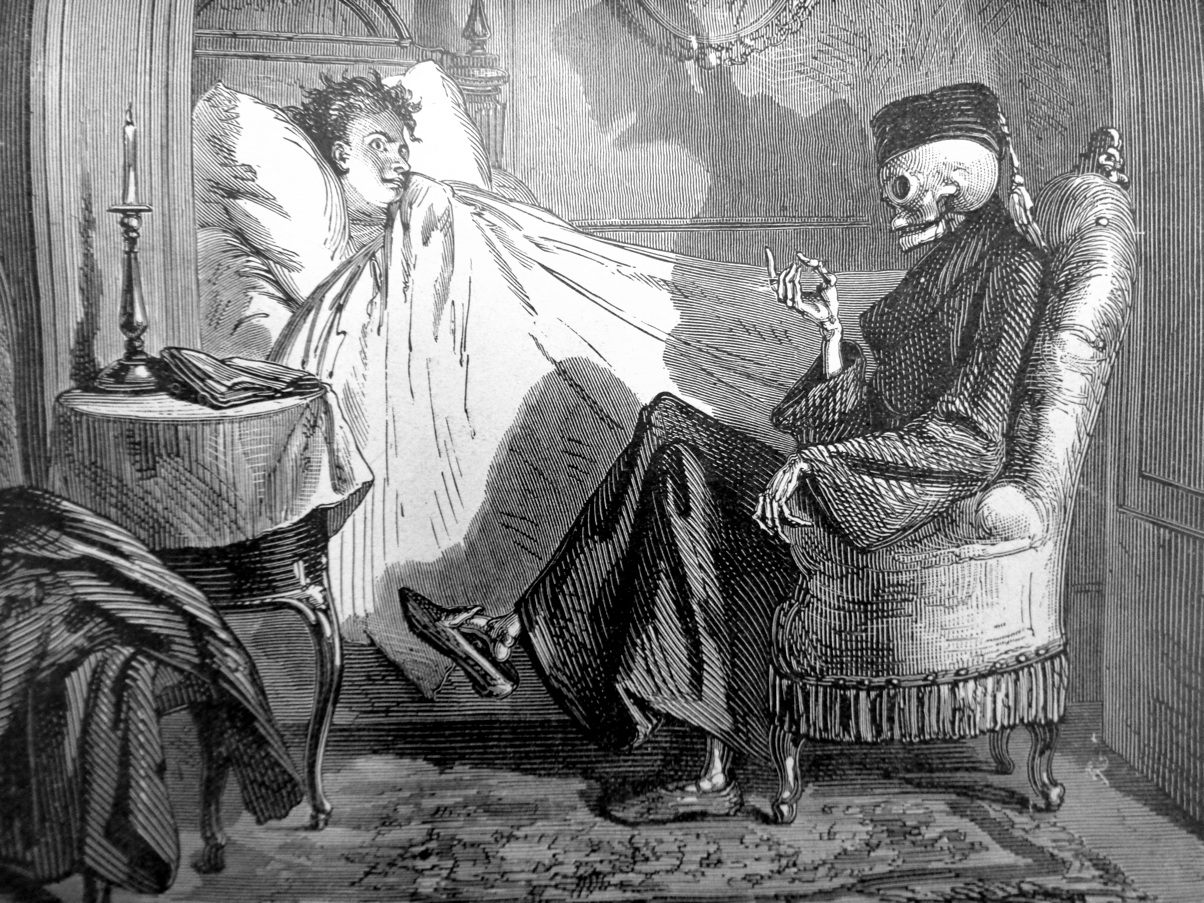
Illustration de l'édition Ne Varietur, Charpentier, 1906

VII. Encore si Lazare avait eu la foi en l’autre monde, ce mensonge charitable des religions dont la pitié cache aux faibles la vérité terrible ! Cependant, chez Pauline, le souvenir de l’injure s’est adouci. Mais toute son angoisse était dans ce doute : pensait-il encore à Louise ? Quand elle rêvait de renoncer à Lazare plutôt que de le rendre malheureux, son être succombait de douleur, elle comptait bien avoir ce courage, mais espérait en mourir ensuite. Lui attend la mort comme une délivrance, en des rechutes affreuses l’emplissant de désespoir. La pitié tendre de sa cousine achève de l’accabler, elle qui voulait vaincre, dans l’orgueil de son abnégation, tâchant de lui donner son courage en lui faisant aimer la vie. Quand le chien meurt à son tour, c’est une douleur disproportionnée, une désespérance où sa vie entière sombrait. Quelque chose s’en allait de nouveau, il achevait de perdre sa mère. Les mois de douleur cachée renaissaient, ses nuits troublées de cauchemars, ses promenades au cimetière, son épouvante devant le jamais plus. 
VIII. L’ennui est au fond des tristesses de Lazare, un ennui lourd, continu, qui sort de tout comme l’eau trouble d’une source empoisonnée. Les jours qui se succèdent avec une régularité monotone l’exaspèrent davantage, mais sont le bonheur aux yeux de Pauline. Il se remet à désirer Louise, qui sommeillait dans sa douleur. Pauline se sacrifie : elle doit les marier. C’est le degré suprême dans l’amour des autres : disparaître, donner tout sans croire qu’on donne assez. 
IX. Après l’installation à Paris des jeunes mariés, les jours se remettent à couler dans la maison de Bonneville. La gaieté de Pauline s’est faite tranquille, cette gaieté vaillante qu’elle a gardée au milieu de ses tourments. Des mois se passent. Un matin de juillet, Lazare, sans explication, annonce son arrivée, pendant que Louise, enceinte, se repose à Clermont chez sa belle-sœur. C’est un Lazare vieilli, l’œil éteint, la bouche amère, qui écarte les interrogations trop directes. Son air de honte et de peur dissimule son angoisse de la mort dont il cachait le frisson jadis, ainsi qu’un vice secret. L’approche de la quarantaine l’entretient dans une mélancolie noire, et il avait donné son mal à Louise, comme il arrive que deux amants soient emportés par la même fièvre. Les voilà dégoûtés de la joie d’aimer. Chez Pauline, la certitude se fit, foudroyante : c’est elle qui aurait dû épouser Lazare. Louise, trop nerveuse pour l’équilibrer, près de s’affoler elle-même au moindre souffle, n’était pas la femme qu’il fallait à son cousin. 
X. Louise, arrivée à Bonneville, se plaint de contractions intérieures, une sensation d’étau qui lui aurait serré le ventre, dans un écrasement de plus en plus étroit. à toute minute ses mains glissent le long de ses flancs, allant empoigner et soutenir ses fesses, comme pour alléger le poids qui les écrasent. Ce ne sont plus des contractions involontaires qui lui arrachent les entrailles, mais des efforts atroces de tout son être, des efforts qu’elle ne peut retenir, qu’elle exagère elle-même, par un besoin irrésistible de se délivrer. L’enfant se présente par l’épaule gauche, c’est un garçon qui pourra se vanter de n’être pas venu au monde gaiement. Le docteur le croit mort. Pauline lui donne son souffle, dans un besoin grandissant de vaincre, de faire de la vie. Ils n’ont plus à eux deux qu’une haleine, dans un miracle de résurrection, une haleine lente, prolongée, allant de l’un à l’autre comme une âme commune. Dans l’oubli d’elle même, elle achève de lui donner les premiers soins, pleurant des larmes où se mêlent le regret de sa maternité et sa pitié pour la misère de tous les vivants. 
XI. C’est Pauline qui s’occupe du petit Paul, pendant que Louise et Lazare vivent dans de continuelles tracasseries, des mauvaises humeurs sans cesse renaissantes, la vie misérablement gâtée de deux êtres qui ne s’entendaient pas. Poussée par une charité active qui fait du bonheur des autres son existence à elle, Pauline ne peut supporter la pensée qu’ils se rendent malheureux. Elle voit nettement se dérouler des jours semblables, sans cesse la même querelle entre eux, qu’elle doit calmer Mais elle n’est plus elle-même certaine d’être guérie, de ne pas céder encore à des violences jalouses. La bonne Véronique vient de se pendre à un poirier.

## Personnages
Bouland (Mme). Sage-femme à Verchemont, près de Bonneville. Grande, réputation d’énergie et d’habileté. Petite femme brune, maigre, jaune comme un citron, avec un grand nez dominateur. Parle fort, a des allures despotiques qui la font vénérer des paysans. Chargée de l’accouchement de Louise Chanteau, elle réclame l’aide d’un médecin, l’enfant se présentant mal, puis elle coopère activement à la délivrance. 
Boutigny. Ancien camarade de Lazare Chanteau au lycée de Caen. A quitté le latin en quatrième, s’est mis dans le commerce, place des vins. Retrouve Lazare à Paris, s’intéresse à son projet d’usine pour l’exploitation des herbes marines, apporte trente mille francs comme associé. Il a une trentaine d’années, c’est un petit homme rouge très commun, ou l’appelle « le gros Boutigny ». Esprit essentiellement pratique. Il blâme Lazare qui veut faire trop vaste et, après l’échec de l’exploitation, il rachète à bas prix l’usine, qu’il aménage pour la fabrication en grand de la soude de commerce. Brouillé alors avec Lazare qu’il menace d’un procès, et devenu « cette canaille de Boutigny », il fait rapidement fortune et il épouse une femme qui l’avait suivi à Verchemont et dont il a trois enfants. 
Cazenove (Docteur). Ancien chirurgien de marine. Sec et vigoureux, œil clair. Esprit scientifique. A servi trente ans et s’est retiré à Arromanches, où un oncle lui a laissé une maison. Ami des Chanteau, depuis qu’il a guéri la femme d’une foulure inquiétante. Dîne chez eux tous les samedis avec l’abbé Horteur. Dès le début, a pénétré le caractère de Pauline, dont il dit : « Voilà une gamine qui est née pour les autres ». Plus tard, il cherche à l’éclairer, à la défendre contre l’exploitation dont elle est la victime volontaire. Lorsque Pauline est émancipée, il est nommé curateur et continue ses conseils impuissants. Resté l’ami des Chanteau, il les soigne tous, même le vieux chien Mathieu, abandonné par le vétérinaire. C’est lui qui opère le laborieux accouchement de Louise Chanteau.
Chanteau. Né à Caen. Cousin de Quenu. Marié à Eugénie de La Vignière, institutrice rencontrée dans une famille amie. Il a un fils unique, Lazare. Chanteau a hérité du commerce de son père ; mais, étant peu actif, d’une prudence routinière, il vivote honnêtement sur des bénéfices certains et oppose l’inertie de sa nature aux volontés dominatrices de sa femme. Il a souffert de la goutte dès l’âge de quarante ans. À cinquante ans, il cède pour cent mille francs sa maison au sieur Davoine, reçoit la moitié de cette somme, reste commanditaire pour l’autre moitié et se retire à Bonneville ; il y avait acheté une maison deux ans auparavant, occasion pêchée dans la débâcle d’un débiteur insolvable. Chanteau devient maire du pays. Il est court et ventru, teint coloré, gros yeux bleus à fleur de tète, cheveux blancs coupés ras. À la mort du cousin Quenu, il est désigné comme tuteur de la petite Pauline, qui possède cent cinquante mille francs, et dont la fortune va peu à peu s’émietter et s’engloutir, grâce aux manœuvres de madame Chanteau et aux folles entreprises de Lazare. Les ressources du ménage, déjà limitées, ont été fort diminuées par la déconfiture de Davoine. Le goutteux Chanteau, cloué dans son fauteuil, assiste indifférent à la ruine de sa pupille. Gourmand, ne sachant résister à une tentation de table, il paye ses excès par de terribles crises qui révolutionnent la maison et ne trouvent de soulagement que dans les tendres soins de Pauline. L’égoïsme, la jouissance de vivre pour soi se développent chez Chanteau en même temps que son mal. Si les choses vont pour son plaisir, il les trouve bonnes. Nul événement n’a de prise sur lui. Lorsque sa femme meurt et qu’on le prépare doucement à la terrible nouvelle, il se borne à se plaindre de ses jambes. Dans le drame qui l’entoure, il chante la gaudriole. Tombé enfin à l’ankylose complète, lamentable reste d’homme sans pieds ni mains, qu’il faut coucher et faire manger comme un enfant, il se révolte à la pensée d’un dîner compromis, d’une joie perdue. Le suicide de la vieille servante Véronique lui inspire seulement ce cri exaspéré « Faut-il être bête pour se tuer ! 
Chanteau (Eugénie, née de La Vignère). Orpheline de hobereaux du Cotentin, complètement ruinés. Était institutrice à Caen, courait le cachet, quand elle épousa Chanteau. Réduite par la misère de sa condition à s’unir à un fils d’ouvrier, elle voulut d’abord le pousser aux vastes entreprises ; ses volontés dominatrices ont échoué devant l’inertie de Chanteau. Elle reporte alors sur Lazare, son fils, l’espoir qui la hante ; mais ce rêve est contrarié par de gros revers d’argent. Le jeune homme ne lui donne, d’ailleurs, aucune satisfaction ; sorti du lycée, il n’a aucune ambition, il se grise de musique. Madame Chanteau, tourmentée par ses idées de grandeur, mène une existence aigrie entre un mari incapable et un fils névrosé. À cinquante ans, elle est petite et maigre, les cheveux encore très noirs, le visage agréable, gâté par un grand nez d’ambitieuse. Quand le cousin Quenu est mort, elle a liquidé la succession tambour battant et amené à Bonneville la petite Pauline, dont elle va commencer aussitôt l’exploitation, en lui laissant le souci de soigner et de consoler Chanteau dans ses terribles crises de goutte. Elle utilise la naissante influence de l’enfant sur Lazare pour le décider à entreprendre la médecine. À ce moment, Pauline est une petite fée qui les récompense bien de l’avoir prise avec eux. Plus tard, quand Lazare, dégoûté de la médecine, voudra se lancer dans des entreprises industrielles, madame Chanteau cherchera des fonds pour son fils et jettera son dévolu sur la fortune de Pauline. L’argent, dévoré par les opérations de Lazare, sert en même temps aux besoins journaliers du ménage, tombé dans une grande gène, et, en peu d’années, cent mille francs sont engloutis. Par une habile manœuvre, madame Chanteau s’est délivrée des menaces du subrogé-tuteur Saccard et, pour couronner son ouvrage, elle cherche à évincer sourdement Pauline, fiancée à Lazare, et à la remplacer par Louise Thibaudier, une héritière qui doit apporter deux cent mille francs de dot. Quand Pauline chasse Louise trouvée dans les bras du jeune homme, madame Chanteau se décide à lever le masque mais une attaque d’hydropisie va l’enlever en quelques jours. Elle a une agonie bavarde, qui dure vingt-quatre heures. C’est une confession involontaire, qui revient à la surface dans le travail même de la mort. Cette femme, restée âpre et combattive jusqu’à la fin, succombe pleine de fureur devant la tendre Pauline, qu’elle accuse de vouloir l’empoisonner, et elle quitte ainsi la vie, les poings serrés comme pour une lutte corps à corps.
Chanteau (Lazare). Né à Caen. Fils des Chanteau. Filleul du banquier Thibaudier, dont il épouse la fille. Père du petit Paul. Avait quatorze ans lorsque ses parents ont quitté Caen pour se retirer à Bonneville. Est resté au lycée, qu’il quitte à dix-huit ans, avec son baccalauréat. Grand garçon, à front large, aux yeux très clairs, avec un fin duvet de barbe châtaine, qui encadre sa face longue. Lors de l’arrivée de sa cousine Pauline Quenu à Bonneville, il bat les falaises depuis huit mois, ne se décidant pas à choisir une occupation. C’est un névrosé plein de l’ennui sceptique de toute sa génération, incapable de s’intéresser à la vie, se, laissant, au gré des suggestions extérieures, emballer tour à tour sur la musique, la médecine, la chimie, l’industrie et la littérature. Plein d’enthousiasmes soudains, il se dégoûte devant les réalisations ; il voit trop grand mais il a, en même temps, le mépris de l’argent ; hanté d’une peur maladive de la mort, il est pourtant brave devant les agonies et se jette résolument dans un incendie pour sauver l’enfant d’une paysanne ; il a soigné avec le plus complet dévouement Pauline en danger de mort et il est incapable de rendre le moindre service a sa mère moribonde, qu’il aime tendrement. Lazare est un malade en qui se heurtent toutes les contradictions. Esprit fort, dégagé de toute croyance, il subit des superstitions ridicules ; doué d’une vive intelligence, il est inapte à toute décision, sa volonté est toujours vacillante. Après avoir accepté le mariage avec sa cousine, qu’il aime et qu’il a failli mettre à mal, il se laisse circonvenir par Louise Thibaudier, accepte passivement tous les sacrifices de Pauline, n’ayant que de courtes révoltes, puis, finalement, épouse Louise, qu’il s’est mis à désirer follement. Dix-huit mois après, encore une fois désillusionné, il est repris d’une passion charnelle pour sa cousine. Au fond, derrière ses emballements de jeunesse et la névrose dont il souffre, on retrouve, très vif, le profond égoïsme des parents.
Chanteau (Paul). Fils de Lazare et de Louise. Né à Bonneville, après huit mois seulement de gestation. Laissé pour mort après un terrible accouchement, il a été ramené à la vie par Pauline Quenu. Il est son filleul. D’abord chétif, ayant poussé comme à regret, il tente vaillamment ses premiers pas à dix-huit mois et Pauline se charge d’en faire un homme. Sacrifiant les deux tiers de ce qu’elle possédait encore, elle a pris sur la tête de l’enfant une assurance qui donnera à Paul cent mille francs le jour de sa majorité.
Chanteau père. Venu du Midi. A battu la France comme simple ouvrier charpentier. Son chef-d’œuvre, un pont en charpente, orne la salle à manger des Chanteau à Bonneville. A créé jadis, à Caen, un commerce de bois du Nord, qu’il menait avec les coups d’audace d’une tête aventureuse, et il est mort laissant la maison fort compromise. 
Cuche (Famille). Pêcheurs habitant Bonneville et ruinés par une tempête qui a détruit leur maison. Cuche s’est réfugié chez ses cousins Gonin où il sera bientôt maître de la maison, la paralysie du mari lui livrant la femme et la barque. Il vit maritalement avec sa cousine, la femme Gonin, rouant de coups le mari infirme, provoquant sans doute sa mort. La femme Cuche est allée s’installer au fond d’un poste de douaniers tombé en ruine et, malgré sa laideur repoussante, elle couche avec tout le pays. L’enfant, âge de trois ans, a suivi sa mère et vit avec elle dans une affreuse promiscuité. À douze ans, c’est un galopin efflanqué, maigre de vices précoces, secouru par Pauline Quenu qui fait beaucoup de bien dans le pays. À dix-sept ans, il est devenu robuste, mais refuse absolument de travailler, par haine de la servitude. Sa mère, aujourd’hui contrefaite et boitant affreusement, se prostitue à tous les hommes pour trois sous ou pour un reste de lard. Plus tard, enfin, comme elle est trop vieille et que les hommes n’en veulent plus, le jeune Cuche bat le pays pour lui amener du monde. Il porte pour tout vêtement une vieille culotte et un morceau de chemise déloquetée. Pauline lui a trouvé une place d’homme d’équipe sur la ligne de Cherbourg, mais le petit sauvage préfère ne pas manger et rester libre, vivant de rapines comme un loup.
Davoine. Successeur des Chanteau, dans le commerce des bois du Nord, à Caen. A fait l’achat du fonds pour cent mille francs, dont il n’a versé que la moitié. Chanteau laisse cinquante mille francs pour devenir associé et partager les bénéfices. Homme d’une intelligence hardie, Davoine a inspiré confiance à madame Chanteau, mais les affaires vont mal, il tente des spéculations malheureuses, les hausses attendues sur les sapins ne se produisent pas, les inventaires deviennent chaque année plus désastreux. Finalement, il tombe en faillite et les Chanteau sauvent péniblement de la débâcle une douzaine de mille francs. 
Delorme. Parent des Quenu. À l’instigation de madame Chanteau, est désigné comme membre du conseil de famille de Pauline Quenu. Il consent à l’émancipation. 
Gonin (Famille). Pêcheurs habitant Bonneville. La famille se compose du mari, de la femme et d’une fillette. Très à leur aise, ils recueillent Cuche lorsque la maison de celui-ci est détruite par la mer. Cousin de la femme Gonin, Cuche devient bientôt son amant, tandis que Gonin tombé en paralysie, roué de coups par l’un et par l’autre, passe les jours et les nuits dans un vieux coffre à bois. La petite Gonin, gentille blondinette, secourue par Pauline Quenu, traîne avec les gamins du pays et accouche à treize ans et demi d’un enfant qu’on croit être du fils Cuche. La jeune mère est si frêle, si peu formée, qu’elle semble une sœur aînée promenant sa cadette. La femme Gonin et Cuche tombent sur elle et la brutalisent, disant que, quand on fait la vie, ça doit rapporter au lieu de coûter. Quant au vieil infirme, il meurt un matin dans son coffre à charbon, si noir de coups que la police parle de s’en mêler. 
Herbelin. Illustre chimiste dont les découvertes révolutionnent la science. Lazare Chanteau est préparateur dans son laboratoire et s’inspire des découvertes du savant pour concevoir une exploitation en grand des algues marines Lorsque l’usine fonctionne, Herbelin a l’obligeance de se détourner d’un voyage pour visiter les appareils : il constate l’échec.
Horteur (Abbé). Curé de Bonneville. Homme trapu, à grosse encolure, cheveux roux, nuque brûlée du soleil, gros souliers. Payé à peine, sans casuel dans cette petite paroisse perdue, il mourrait de faim s’il ne faisait pousser quelques légumes. Il possède, devant l’église, sur le terrain du cimetière, un potager qu’il cultive lui-même, vêtu d’une blouse grise, chaussé de sabots et fumant une grosse pipe. L’abbé Horteur dîne tous les samedis chez Chanteau et se livre avec lui à d’interminables parties de dames. Intelligence bornée, fils de paysans au crâne dur, il parle rarement de Dieu, l’ayant réservé pour son salut personnel et se souciant fort peu du salut des autres. Ses ouailles lui inspirent un profond mépris. Il les a menacées de l’abandon de Dieu et les malheurs qui accablent le village le laissent insensible, car il n’y voit que l’accomplissement de ses prédictions. Pratiquant lourdement sa religion, il éloigne Pauline du confessionnal par des questions et des commentaires déplacés. Dérangé un soir chez les Chanteau, il va administrer un malade, le trouve mort et revient tranquillement achever son petit verre.
Houtelard (Famille). Pêcheurs de Bonneville. Famille aisée, possédant la plus grande barque du pays. Avarice épouvantable, dans une saleté sans nom. Houtelard, après avoir tué sa femme de coups, a épousé sa bonne, une affreuse fille plus dure que lui. Le gamin, battu par eux, va chez Pauline Quenu mendier chaque semaine des secours et des médicaments. Au lendemain de l’enterrement de madame Chanteau, une tempête détruit la maison des Houtelard, qui s’installent alors dans une vieille grange vingt mètres en arrière et vivent dans un cloaque en se vengeant sur le petit. Houtelard, parti en mer un soir de gros temps, est englouti avec sa barque et son matelot. Le fils, maintenant âge de vingt ans, d’allure triste et peureuse tournée à de la sournoiserie, vit ouvertement avec sa belle-mère. 
Léonie. Tante de Louise Thibaudier. A loué un chalet à Arromanches. C’est chez elle que Louise est ramenée, lorsqu’elle quitte Bonneville, chassée par Pauline.
Liardin. Parent des Quenu. Membre du conseil de famille de Pauline. Consent à l’émancipation. 
Loulou. Chien recueilli par Pauline Quenu. Bête bâtarde, mal venue, au poil mangé de gale. Toujours grognon, d’une mélancolie de chien déshérité. En le donnant à Pauline, on lui avait juré qu’il deviendrait énorme et superbe. Elle le garde par cette infinie bonté qui rayonne d’elle. Triste et affreux, Loulou, couché en boule sous une table, gronde dès qu’on l’approche. Après avoir croqué du sucre, il montre les crocs, dans un redoublement de maussaderie. Il vit seul, en étranger dans la maison.
Malivoire. Loueur de voitures à Arromanches. Il a l’entreprise de l’omnibus d’Arromanches à Bayeux. 
Martin. Ancien matelot opéré autrefois par le chirurgien de marine Cazenove et resté ensuite à son service. Un vieil homme à jambe de bois. 
Mathieu. Gros chien de montagne, croisé de terre-neuve, appartenant aux Chanteau. Robe blanche aux longs poils frisés, une seule tache noire à l’œil gauche. Cette bête affectueuse, au regard presque humain, remplit la maison, se faufilant partout, partageant les joies et les peines de tous. Dès le premier jour, il a deviné en Pauline une amie des bêtes et des gens. Mathieu a quatorze ans à la mort de sa maîtresse, madame Chanteau. Encore très vif, il passe des nuits à chasser les souris. Vieillesse pénible ; son arrière-train se paralyse, des hémorragies continuelles l’épuisent peu à peu. Il meurt doucement dans les bras de son maître Lazare. 
Minouche. Petite chatte blanche, appartenant aux Chanteau. D’une propreté minutieuse, froidement égoïste, elle traverse les événements avec le continuel souci de ne pas se salir. C’est la parfaite indifférence, opposée aux débordantes démonstrations du chien Mathieu. Quatre fois par an, elle tire des bordées terribles, disparaissant des deux et trois jours. Elle rentre abominable, si sale qu’elle se lèche pendant une semaine ; puis elle reprend son air dégoûté de princesse. Ses portées sont jetées à l’eau sans qu’elle s’en inquiète, pensant que la maternité finit là. À seize ans, elle perd un peu la vue.
Naudet. Cousin des Quenu. Membre du conseil de famille de Pauline. Consent à l’émancipation. 
Prouane (Famille). Habitants de Bonneville. Prouane, qui a eu un grade dans la flotte et qui écrit comme un maître d’école, est bedeau de l’abbé Horteur et secrétaire de la mairie. Le ménage comprend le mari, la femme et une fillette scrofuleuse, d’une maigreur ardente, avec de gros yeux à fleur de tête, où, dès l’âge de onze ans, a flambé l’hystérie. Les deux Prouane vivent de la pêche aux crevettes ; ils sont presque toujours ivres. L’enfant finit par boire comme eux et vient, hébétée par l’ivresse, mendier chez Pauline Quenu. La femme a gardé madame Chanteau morte. Comme tout le village, Prouane se moque de 1’estacade construite par Lazare Chanteau pour endiguer la mer. 
Quenu. Charcutier à Paris. Il perd sa femme en 1863 et meurt six mois après, d’une attaque d’apoplexie, laissant sa fille Pauline sous la tutelle du cousin Chanteau, maire de Bonneville. 
Quenu (Pauline). Fille de Lisa Macquart et de Quenu, née en 1853. Elle est orpheline à dix ans. Son père a choisi le cousin Chanteau comme tuteur. Madame Chanteau vient la chercher à Paris et l’emmène à Bonneville. On a désigné, pour être subrogé tuteur, un parent de Lisa, Aristide Saccard. La fortune s’élève à cent cinquante mille francs. Pauline, très forte pour ses dix ans, a les lèvres grosses, la figure pleine et blanche, de cette blancheur des fillettes élevées dans les arrière-boutiques de Paris, grands yeux, cheveux châtains. Elle a une grâce de petite Parisienne. Vaillante et douée, elle fait aussitôt la conquête de la maison, du chien Mathieu, de la chatte Minouche, de tout le monde, sauf de la servante Véronique, restée glacée et jalouse. Image physique de son père et de sa mère, parfaitement équilibrée, Pauline est bonne, d’une bonté infinie, avec un perpétuel besoin de dévouement. Elle a pourtant des colères soudaines, des violences jalouses venues de quelque aïeul maternel et un fond d’avarice héréditaire, le respect de l’argent, la peur d’en manquer. Ces traits rendent plus douloureux et plus méritoires les perpétuels sacrifices de Pauline, qui luttera contre ses instincts, coupera les liens de son égoïsme, souffrira et se dépouillera victorieusement pour les autres. Elle fait sa première communion à douze ans et demi. La grande simplicité du curé l’a charmée et elle a communié d’un air très sérieux. Plus tard, rebutée par les questions et les commentaires lourdauds de l’abbé Horteur, elle cesse d’aller au confessionnal et ne retourne à la messe que pour ne pas chagriner sa tante. Aucune religiosité dans ses instincts de charité active. Formée avant quatorze ans, curieuse de la révolution qui s’opère en elle, n’obtenant de madame Chanteau aucune explication intelligible, elle se plonge dans la lecture d’ouvrages de médecine trouvés au fond d’une armoire et apprend, comme dans un devoir, ce que l’on cache aux vierges jusqu’à la nuit des noces. Elle est sauvée des idées charnelles par son amour de la santé. Après l’Anatomie descriptive et le Traité de physiologie, elle a trouvé un Manuel de pathologie et elle sort de cette étude, pourtant rudimentaire, brisée de pitié, faisant le rêve de tout connaître afin de tout guérir. En moins d’une année, elle est devenue une jeune fille déjà robuste, les hanches solides, la poitrine large. Elle va avoir seize ans, lorsque commencent les manœuvres de madame Chanteau sur sa fortune. C’est d’abord trente mille francs pour la création de l’usine rêvée par Lazare, puis dix mille francs pour la marche de l’affaire, d’autres sommes, des prélèvements continus pour les besoins du ménage, tombé dans la gêne. Lorsque Pauline a dix-sept ans, on lui a déjà mangé près de cent mille francs. Ce gaspillage a été facilité par l’amour de la jeune fille pour Lazare, par son ardent désir de le jeter dans l’action. Pour couvrir leur responsabilité, les Chanteau font émanciper leur pupille à dix-huit ans et l’argent continue à couler. C’est maintenant l’exploitation réglée par petites sommes, Pauline consent à tout, le chiffre de sa pension est augmenté, puis c’est douze mille francs pour l’estacade, dix mille francs pour réparer la maison qui tombe en ruine. L’héritière des Quenu a depuis longtemps vaincu ses instincts d’avarice ; elle répand des aumônes dans le village, parmi tout un petit monde de souffrants qui hurlent leur douleur ; elle s’ingénie à rendre la maison heureuse. Pitoyable dès l’origine, elle a été pour Chanteau une précieuse garde-malade, ne se rebutant de rien, soignant le vieux bougon jour et nuit. À madame Chanteau qui, jusque dans l’agonie, l’injuriait et l’accusait de l’empoisonner, elle a doucement fermé les yeux. Elle sacrifie tout à Lazare, sourde aux remontrances du clairvoyant Cazenove, et, par un admirable oubli de soi, lorsqu’elle pense que son cousin aime Louise Thibaudier, elle dissimule son propre amour et, malgré la révolte de sa puberté féconde, accomplit le suprême sacrifice de donner l’un à l’autre les deux amoureux. La servante Véronique, dont elle a fait enfin la conquête, l’a définie très justement : « Misère ! a-t-elle dit, il y en a qui sont nés pour être mangés par les autres ». À ce moment, la fortune de la jeune fille est réduite à quarante mille francs. Fidèle à tous, trompée par tous, Pauline s’est décidée à quitter Bonneville, mais les souffrances ambiantes l’y retiennent. Toujours saine et toujours pondérée à travers une existence de douleurs, elle reste là, son invincible bonté de vierge qui sait et qui accepte la vie la cloue à cette maison où elle a gaiement sacrifié sa fortune, son cœur, sa jeunesse. Elle achève de se dépouiller en employant les deux tiers de ce qui lui reste à une assurance de cent mille francs sur son filleul, l’enfant de Lazare, elle n’a plus que cinq cents francs de rente, elle consacre vaillamment son existence à cet enfant qu’on a laissé pour mort lorsqu’il est né et qui est bien devenu sien, car il ne respirait pas, le médecin l’avait abandonné, et elle l’a fait renaître en insufflant la vie dans ses poumons inertes. Après la mort de Chanteau, elle reste à Bonneville, en face du vaste océan, toujours gaie dans son coin de morne solitude, résolue à ne pas se marier, à se donner toute au petit Paul.  
Rambaud. Cousin par alliance de Lisa Quenu. À ce titre, il est nommé membre du conseil de famille de la petite Pauline. Il consent par lettre à l’émancipation. 
Saccard (Aristide). Cousin de Lisa Macquart, il a été désigné comme subrogé tuteur de la petite Pauline Quenu. Il écrit aux Chanteau diverses lettres réclamant des comptes et consent à l’émancipation de la jeune fille après trois visites de madame Chanteau, qui a flatté son goût des grandes affaires en lui apportant une idée superbe : l’accaparement des beurres du Cotentin.  
Thibaudier. Banquier à Caen. Père de Louise Thibaudier. Parrain et beau-père de Lazare Chanteau. Thibaudier, remarié six mois après la mort de sa première femme, a trois enfants du second lit et, pris par sa nouvelle famille, la tête cassée de chiffres, s’intéresse peu à Louise qu’il a placée dans un pensionnat et qu’il envoie passer ses vacances chez des parents ou chez des amis. Après le mariage des jeunes gens, Thibaudier trouve pour Lazare une place à Paris. Il n’intervient pas dans les brouilles du ménage et se borne à blâmer les combinaisons industrielles de son gendre, lui refusant toute aide pécuniaire.  
Thibaudier (Louise). Fille du banquier. Madame Thibaudier est morte jeune, entre les bras de madame Chanteau, à qui elle a recommandé sa fille. À onze ans et demi, Louise est mince et fine ; elle a le visage irrégulier, mais d’un très grand charme, avec de beaux cheveux blonds, noués et frisés comme ceux d’une dame. Thibaudier lui donnera cent mille francs de dot, qui s’ajouteront aux cent mille francs qu’elle tient de sa mère. Madame Chanteau flaire cette fortune pour son fils ; elle poussera plus tard celui-ci dans les bras de Louise, espérant, provoquant même une faute qui rendrait le mariage inévitable. Coquette et superficielle, Louise est devenue une jeune fille troublante, pleine de l’homme dans sa virginité, ayant, au fond de ses yeux limpides, le mensonge de son éducation. Elle offre avec Pauline, si complètement équilibrée, un parfait contraste et fait penser à la Minouche, qui se caresse aux autres tant qu’on ne trouble pas son plaisir. Détestée de la servante Véronique, qui l’appelle » la duchesse », elle a vingt ans lorsque Pauline la surprend au cou de Lazare et la chasse violemment ; elle se réfugie à Arromanches, où sa tante Léonie a loué un chalet, et d’où elle revient plus tard, ramenée par Pauline qui, désolée des tristesses de son fiancé, sacrifie son propre amour pour rendre Lazare heureux. Le mariage a lieu à Caen, les jeunes époux vont vivre à Paris, où Thibaudier a placé le mari dans une compagnie d’assurances. Mais Lazare ne garde pas cet emploi, il entame la dot de sa femme en des spéculations malheureuses, le ménage se détraque vite, donnant à Pauline la rancœur d’une immolation inutile. Louise, incapable de comprendre et de diriger son mari, partage ses affolements devant l’idée de la mort ; elle accouche à huit mois du petit Paul, et continue avec Lazare une existence de pauvreté relative, pleine de récriminations et de querelles. 
Tourmal (Famille). Famille de Bonneville, vivant de rapines. Le père aide à la contrebande, le grand-père va la nuit ramasser des huîtres à Roqueboise, dans le parc de l’État. On les condamne tous deux à la prison. La femme Tourmal ravage les champs ; la fillette, dressée à la mendicité, parcourt le pays en tendant la main et en volant ce qu’elle trouve. Secourue par Pauline Quenu, elle cherche à dérober une timbale, puis une cafetière. 
Véronique. Servante des Chanteau. Entrée chez eux à l’âge de quinze ans. Grande fille avec des mains d’homme et une face de gendarme, joues à peau rude. Fantasque et violente, d’un naturel jaloux, toujours furieuse contre quelqu’un, Véronique a pour ses maîtres un dévouement de bête de somme. Lors de l’arrivée de Pauline Quenu, elle est dans la maison depuis vingt ans. D’abord hostile à la nouvelle venue, pleine de colère contre l’intruse, elle se laisse prendre peu à peu par le charme de l’enfant, voit les manigances dont Pauline est l’objet, se révolte contre l’égoïsme des Chanteau et dénonce enfin à la jeune fille leurs basses manœuvres. Puis, à la mort de madame Chanteau, une nouvelle révolution s’opère en elle ; le retour de Louise, son mariage avec Lazare, la naissance du petit Paul, les sacrifices continus de Pauline, auxquels Véronique ne peut rien comprendre, achèvent de la détraquer, elle finit dans son désarroi par se pendre à un poirier, dans le fond du jardin.  

## Réception
- Edmond de Goncourt :
  - « C’est curieux, le manque de pudeur de cœur chez Zola. Dans La Joie de vivre, il a fait de la copie avec l’agonie de sa mère. Je comprends la narration de ces douleurs intimes dans des mémoires, dans de l’imprimé posthume ; mais cela entrant en compte de lignes payées par un journal, ça me dépasse. » Journal d’Edmond de Goncourt, 27 décembre 1883.
  - « Au fond, dans ce roman de La Joie de vivre, la Pauline, en sa perfection extra-humaine, est une héroïne de Feuillet dans de la merde, une héroïne de Feuillet qui, au lieu de n’avoir pas de règles, les a perpétuellement et, au lieu de faire la charité à des pauvres bien lessivés, la fait à des êtres-ordures. Rien de vraiment intéressant dans le livre, pour nous, que l’analyse que Zola a faites de lui-même, de sa peur de lui même, de son extraordinaire coyonnade morale sous le nom de Lazare. Car dans ce livre, comme dans les autres livres de ce singulier chef d’école, c’est toujours la créature de pure imagination, la créature fabriquée par les procédés de tous les auteurs qui l’ont précédé ! Oui, je le répète encore une fois, chez Zola, les milieux seulement sont fait d’après nature, et le personnage toujours fabriqué de chic. » Journal d’Edmond de Goncourt, 11 février 1884.
- H. Pellerin : « Certes, il y aurait bien des critiques à faire à ce roman ; les exagérations y abondent comme dans tous les livres de M. Zola, le manque de proportions y est souvent flagrant, mais que de jolies choses en regard ! que d’aperçus vigoureux ! que de scènes prises sur le vif et observées avec art ! M. Zola ne serait plus lui-même sans ces défauts. Il paraît y tenir. Laissez-les lui. Ils font apparemment partie de son originalité et peut-être aussi de son succès. Quant à nous, profanes en naturalisme, nous estimons qu’ils ne sont pas indispensables – au contraire – à la réalisation d’une œuvre parfaite, distinguée et originale. » H. Pellerin, Le Constitutionnel, 21 février 1884.
- Le Temps : « Le roman du maître naturaliste s’étale au milieu des pâquerettes comme un immense champignon vénéneux. Il n’est pas plus vénéneux que ses camarades, encore qu’il le soit assez. […] Un moment, Pauline et Lazare, l’héroïne et le héros du livre, m’ont fait trembler. J’ai cru que nous allions assister au mariage sous-civil de Mlle de Sade et de Schopenhauer fils. Mais bientôt ces malades se sont calmés ; ils ne s’épousent d’aucune façon. Leur discrétion relative nous a permis de goûter les beautés du livre, non pas les paysages, qui sont ordinaires, non pas le drame, qui est ennuyeux, mais de fortes scènes, puissamment menées, par exemple la scène de l’angine, où l’émotion suit bien son échelle, où l’on rencontre même des délicatesses inattendues, et qui serait parfaite s’il ne s’agissait, là encore, d’une maladie. Trop de maladies, décidément, et trop de médecine ! J’avouerai pourtant qu’il y a dans ces pages beaucoup d’intensité et de concentration, encore que je ne sache pas au juste ce qu’on entend par concentration et par intensité, mais je sais que ce sont des mots à la mode. » Le Temps, 13 mars 1884.
- Francisque Sarcey : « Vous n’êtes sans doute pas sans avoir lu La Joie de vivre de M. Émile Zola. Il est très vrai que dans ce roman Émile Zola aboutit à la même conclusion que le Candide de Voltaire : « Il n’y a d’autre bonheur en ce monde que de cultiver son jardin ; cultivons notre jardin. » Mais avant d’arriver à ce mot qui termine son ouvrage, Zola a pris je ne sais quel amer et cruel plaisir à nous présenter des personnages que le dégoût de vivre avait désaccordés et déséquilibrés. Son Frédéric est un être nerveux, tout plein des théories de Schopenhauer, qui ne cesse de laisser tomber des bras découragés en s’écriant: « à quoi bon vivre ? », qui roule sous son crâne étroit la folie du suicide, et qui voudrait posséder une dynamite assez puissante pour lancer la matière dans l’espace et s’anéantir en détruisant l’humanité tout entière d’un seul coup. Ce Frédéric, Zola nous le donne comme un représentant de la génération actuelle. On peut penser tout ce qu’on voudra du talent de Zola, pour lequel j’ai, moi personnellement, une très vive estime ; il est impossible pourtant, même à ceux qui le contestent de la façon la plus nette, de ne pas reconnaître qu’il a comme une intuition des pensées, des besoins, des désirs, des aspirations et des rêves qui s’agitent dans les âmes du temps où il vit. » Francisque Sarcey, Le XIXe siècle, 25 avril 1884.
- Guy de Maupassant : « L’histoire de cette jeune fille devient l’histoire de notre race entière, histoire sinistre, palpitante, humble et magnifique, faite de rêves, de souffrances, d’espoirs et de désespoirs, de honte et de grandeur, d’infamie et de désintéressement, de constante misère et de constante illusion. Dans l’ironie amère de ce livre La Joie de vivre, Émile Zola a fait entrer une prodigieuse somme d’humanité. Parmi ses plus remarquables romans, il en a peu écrit qui aient autant de grandeur que l’histoire de cette simple famille bourgeoise dont les drames médiocres et terribles ont pour décor superbe la mer, la mer féroce comme la vie, comme elle impitoyable, comme elle infatigable, et qui ronge lentement un pauvre village de pêcheurs bâti dans un repli de falaise. Et sur le livre entier plane, oiseau noir aux ailes étendues : la mort. »Guy de Maupassant, Le Gaulois, 27 avril 1884.
- Armand de Pontmartin : « Cette Joie de vivre pourrait s’appeler La Joie fait peur. Le fond est si honnête, que, à l’aide d’un échenillage, on se chargerait aisément de le narrer à de pudiques pensionnaires. Il y a des pages où il ne manque qu’un couple de serins dans une cage et des tourterelles empaillées sur la cheminée. Et, à côté, sans lien visible avec le récit, sans autre nécessité que celle de soutenir une lamentable gageure et de se compromettre pour ne pas se démettre, des détails tels que, malgré les états de service du journal qui a eu la primeur de ce roman, je me demande s’il a osé le publier intact, tel que je le trouve dans le volume. Si oui, on a le cœur serré en songeant à ce qu’a dû souffrir, à cette lecture, le catholique, le chevaleresque, l’absolutiste M. Barbey d’Aurevilly, qui partage avec M. Zola l’honneur d’être une des étoiles de ce même journal. […] Il ne se peut pas que le roman, chargé surtout de nous distraire des misères et des laideurs de la vie réelle, réussisse longtemps dans une concurrence avec les livres de chirurgie ou de médecine, les essais de pathologie expérimentale, les planches coloriées, les Mémoires d’amphithéâtre et le Guide de l’accoucheur dans les accouchements difficiles. Il ne se peut pas que la belle littérature de madame de La Fayette et de Richardson, de l’abbé Prévost et de Bernardin de Saint-Pierre, de Mérimée et de George Sand, de Sandeau et d’Octave Feuillet, étende et assure son règne en dépassant ce que peut dire, après boire, le carabin le plus grossier ou la sage-femme la plus mal embouchée. Ne parlons ni religion, ni morale, ni goût, puisqu’il est convenu que ces trois mots n’ont plus de sens. C’est dans votre intérêt que je vous conjure de réfléchir. Vous êtes arrivé ; tâchez de ne pas partir. Votre talent est hors de doute et hors de cause. Dans ce roman, – La Joie de vivre, – qui a environ quatre cent cinquante pages, il suffirait d’en supprimer soixante pour mettre en pleine lumière et en toute sécurité ces trois caractères si remarquables : madame Chanteau, Pauline et Lazare ; sans compter les magnifiques descriptions de la mer et des hautes marées, qui rappellent les marines de ce gros bêta de grand artiste Courbet. Il suffirait de laver à huis clos tout ce linge sale pour faire de Pauline une des plus belles créations du roman moderne. Prenez garde ! »Armand de Pontmartin, Souvenirs d’un vieux critique, série 5, 1884.

## Postérité

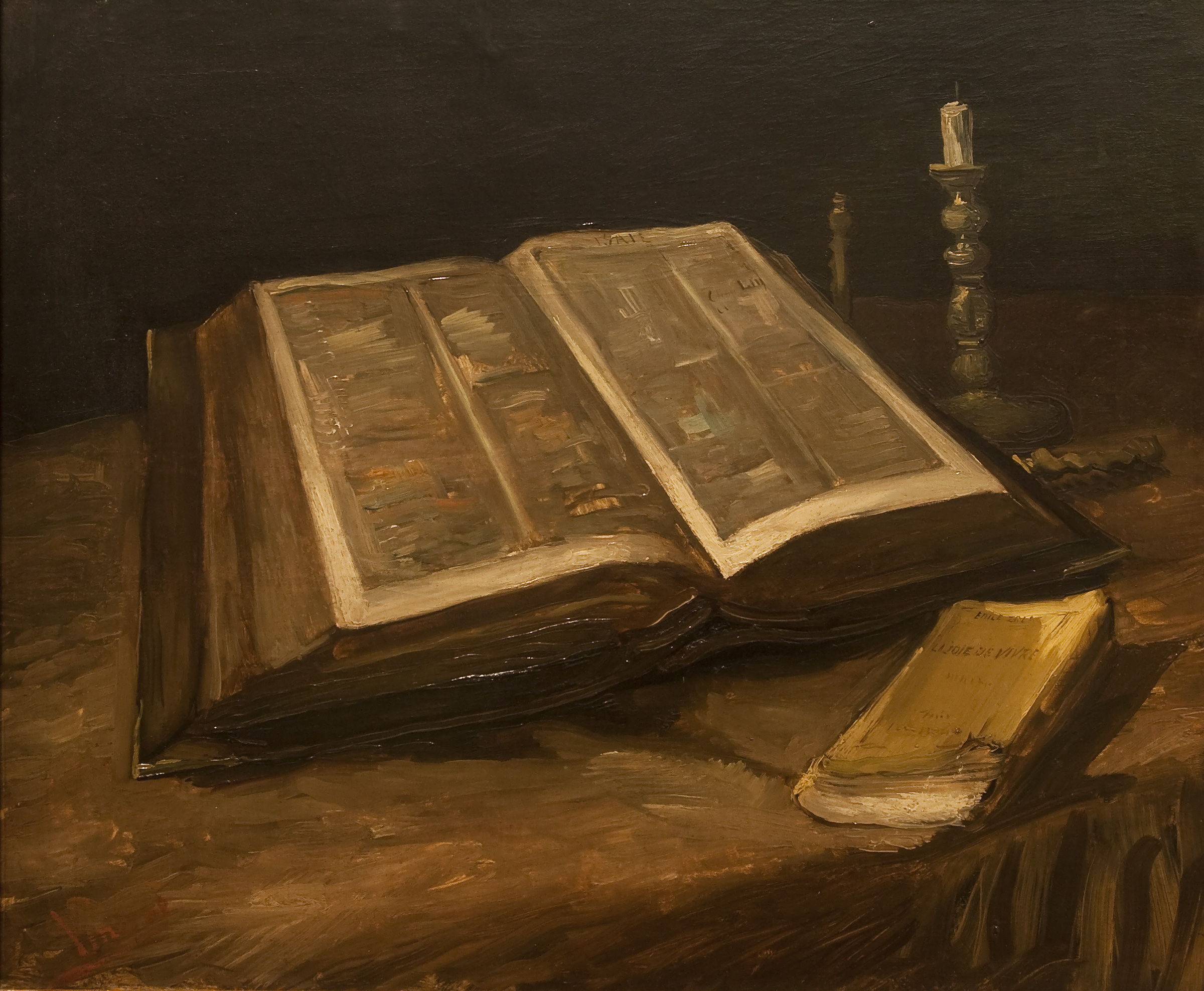
Nature morte avec la Bible, de Van Gogh, où apparaît une édition de La Joie de vivre.

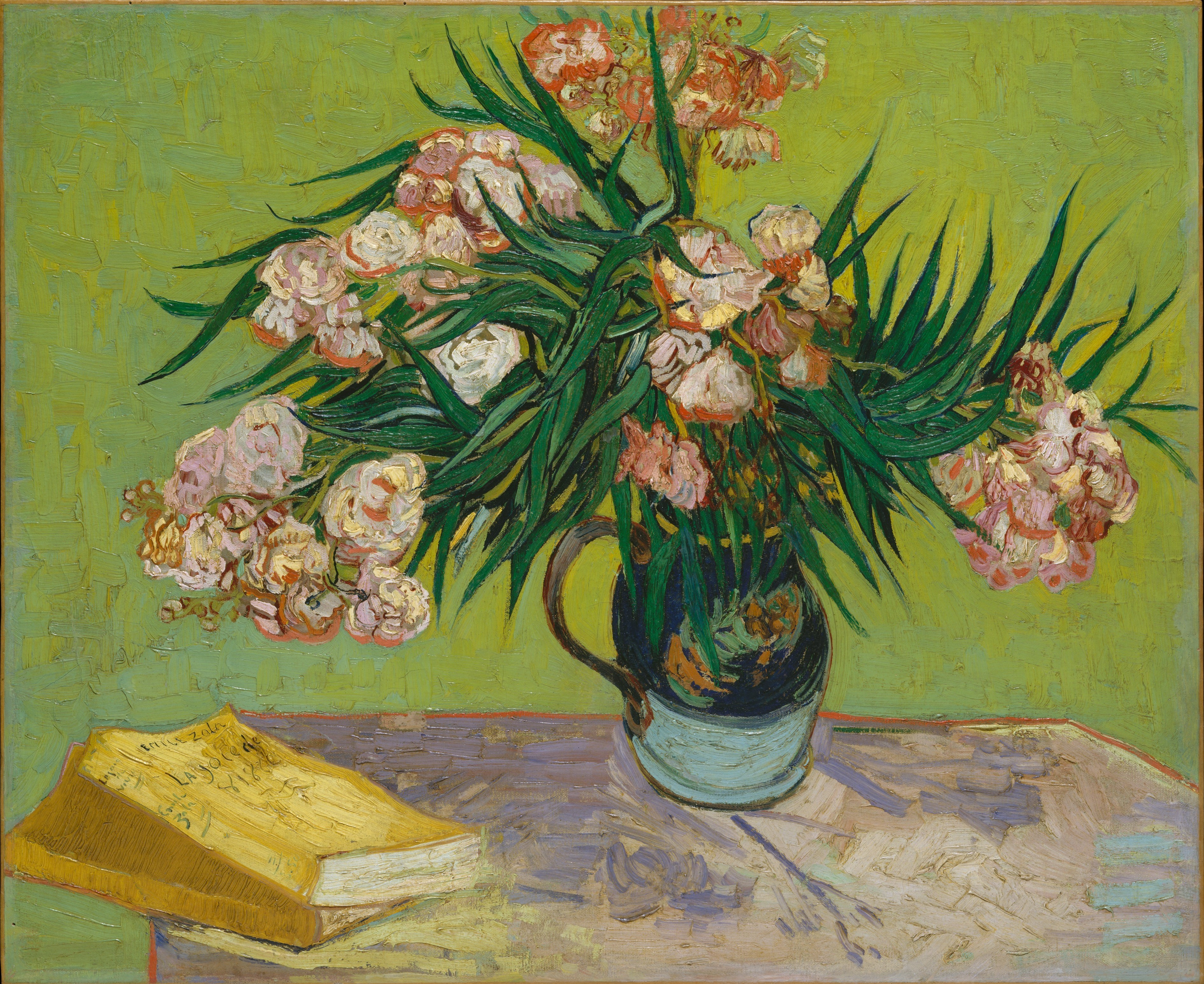
Vase avec lauriers roses de Van Gogh ; un exemplaire de La Joie de vivre est posé à côté.

- Ce livre apparaît sur deux tableaux de Vincent van Gogh, Nature morte avec la Bible et Vase avec des lauriers roses.
- Le roman est adapté à la télévision en 2011 sur France 2 par Jean-Pierre Améris, avec Anaïs Demoustier dans le rôle de Pauline[5].